# 블레이즈 (1989년 영화)
《블레이즈》(영어: Blaze)는 미국에서 제작된 론 셸턴 감독의 1989년 로맨틱 코미디 드라마 영화이다. 폴 뉴먼 등이 출연하였고, 데일 폴록 등이 제작에 참여하였다.

## 출연진
- 폴 뉴먼
- 롤리타 더비더비치
- 제리 하딘
- 게일러드 사테인
- 제프리 더먼
- 리처드 젱킨스
- 로버트 월
- 로드 매스터슨

## 기타 제작진
- 미술: 아민 갠즈
- 의상: 루스 마이어스